# Nnamdi Collins
Pharrell Nnamdi Collins (nascut el 10 de gener de 2004) és un futbolista alemany que juga com a defensor per al club de la Bundesliga Eintracht Frankfurt.

## Primers anys
Nascut a Düsseldorf, Alemanya, Collins va passar temps a l'acadèmia del Fortuna Düsseldorf.

## Carrera al club

### Borussia Dortmund
Collins es va unir al Borussia Dortmund el 2016, i va pujar ràpidament a través de les categories inferiors, enllaçant amb l'equip sub-19 a l'edat de 16 anys. Després d'aquestes bones actuacions, es va informar que va rebre una oferta de 2 milions de lliures del club anglès Chelsea FC. No obstant això, va signar un nou contracte al maig de 2020, i va ser convidat a entrenar amb el primer equip al març de 2021.
Després de ser cridat al primer equip per als amistosos de pretemporada, Collins va participar en una derrota per 3–1 davant el VfL Bochum, però va haver de sortir per lesió després de patir una luxació de la ròtula.

### Eintracht Frankfurt
El 8 d'agost de 2023, Collins es va unir a Eintracht Frankfurt signant un contracte de cinc anys. El 5 d'abril de 2024, va fer el seu debut com a professional contra el Werder Bremen i va jugar 65 minuts en un empat 1–1.

## Carrera internacional
Collins ha representat Alemanya a nivell internacional juvenil. També és elegible per representar Nigèria i la República d'Irlanda a través de la seva família.

## Estil de joc
Collins és considerat un dels millors joves talents d'Alemanya, gràcies a la seva alçada imponent i la seva velocitat.

## Estadístiques de carrera
A partit jugat el 6 de març de 2025
| Club                   | Temporada        | Lliga                | Lliga   | Lliga | DFB-Pokal | DFB-Pokal | Europa  | Europa | Altres  | Altres | Total   | Total |
| Club                   | Temporada        | Divisió              | Partits | Gols  | Partits   | Gols      | Partits | Gols   | Partits | Gols   | Partits | Gols  |
| ---------------------- | ---------------- | -------------------- | ------- | ----- | --------- | --------- | ------- | ------ | ------- | ------ | ------- | ----- |
| Borussia Dortmund II   | 2022–23          | 3. Liga              | 8       | 0     | —         | —         | —       | —      | —       | —      | 8       | 0     |
| Eintracht Frankfurt    | 2023–24          | Bundesliga           | 2       | 0     | 0         | 0         | —       | —      | —       | —      | 2       | 0     |
| Eintracht Frankfurt    | 2024–25          | Bundesliga           | 15      | 1     | 2         | 0         | 6       | 0      | —       | —      | 23      | 1     |
| Eintracht Frankfurt    | Total            | Total                | 17      | 1     | 2         | 0         | 6       | 0      | —       | —      | 25      | 1     |
| Eintracht Frankfurt II | 2023–24          | Regionalliga Südwest | 16      | 0     | —         | —         | —       | —      | —       | —      | 16      | 0     |
| Total de carrera       | Total de carrera | Total de carrera     | 41      | 1     | 2         | 0         | 6       | 0      | 0       | 0      | 49      | 1     |

1. ↑  Apareixements a Lliga Europa de la UEFA